# Tulsipur
Tulsipur ist eine Stadt (Munizipalität) im westlichen Nepal im Distrikt Dang Deukhuri.
Die Stadt liegt im Dangtal, einem Tal des Inneren Terai, ca. 160 km südwestlich von Pokhara.
Das Stadtgebiet umfasst 180,8 km².

## Einwohner
Bei der Volkszählung 2011 hatte die Stadt Tulsipur 51.537 Einwohner (davon 24.689 männlich) in 12.214 Haushalten.